# Avressieux
Avressieux és un municipi francès situat al departament de la Savoia i a la regió d'Alvèrnia-Roine-Alps. L'any 2007 tenia 454 habitants.

## Demografia

### Població
El 2007 la població de fet d'Avressieux era de 454 persones. Hi havia 174 famílies de les quals 40 eren unipersonals (24 homes vivint sols i 16 dones vivint soles), 43 parelles sense fills, 71 parelles amb fills i 20 famílies monoparentals amb fills.
La població ha evolucionat segons el següent gràfic:
Habitants censats

### Habitatges
El 2007 hi havia 219 habitatges, 176 eren l'habitatge principal de la família, 31 eren segones residències i 11 estaven desocupats. 218 eren cases i 1 era un apartament. Dels 176 habitatges principals, 157 estaven ocupats pels seus propietaris, 11 estaven llogats i ocupats pels llogaters i 9 estaven cedits a títol gratuït; 3 tenien dues cambres, 11 en tenien tres, 46 en tenien quatre i 117 en tenien cinc o més. 151 habitatges disposaven pel capbaix d'una plaça de pàrquing. A 70 habitatges hi havia un automòbil i a 90 n'hi havia dos o més.

### Piràmide de població
La piràmide de població per edats i sexe el 2009 era:
| Homes | Edats   | Dones |
| ----- | ------- | ----- |
| 0     | 95 o +  | 0     |
| 0     | 90 a 94 | 0     |
| 0     | 85 a 89 | 4     |
| 4     | 80 a 84 | 0     |
| 20    | 75 a 79 | 20    |
| 12    | 70 a 74 | 12    |
| 12    | 65 a 69 | 12    |
| 8     | 60 a 64 | 16    |
| 8     | 55 a 59 | 4     |
| 8     | 50 a 54 | 4     |
| 24    | 45 a 49 | 12    |
| 20    | 40 a 44 | 28    |
| 8     | 35 a 39 | 8     |
| 12    | 30 a 34 | 8     |
| 12    | 25 a 29 | 4     |
| 8     | 20 a 24 | 12    |
| 24    | 15 a 19 | 20    |
| 13    | 10 a 14 | 12    |
| 12    | 5 a 9   | 8     |
| 0     | 0 a 4   | 4     |

## Economia
El 2007 la població en edat de treballar era de 281 persones, 226 eren actives i 55 eren inactives. De les 226 persones actives 213 estaven ocupades (119 homes i 94 dones) i 13 estaven aturades (6 homes i 7 dones). De les 55 persones inactives 24 estaven jubilades, 17 estaven estudiant i 14 estaven classificades com a «altres inactius».

### Ingressos
El 2009 a Avressieux hi havia 180 unitats fiscals que integraven 475 persones, la mediana anual d'ingressos fiscals per persona era de 18.071 €.

### Activitats econòmiques
Dels 15 establiments que hi havia el 2007, 2 eren d'empreses alimentàries, 1 d'una empresa de fabricació d'altres productes industrials, 5 d'empreses de construcció, 1 d'una empresa de comerç i reparació d'automòbils, 2 d'empreses de transport, 1 d'una empresa financera, 2 d'empreses de serveis i 1 d'una empresa classificada com a «altres activitats de serveis».
Dels 4 establiments de servei als particulars que hi havia el 2009, 1 era un taller d'inspecció tècnica de vehicles, 1 guixaire pintor, 1 fusteria i 1 lampisteria.
L'any 2000 a Avressieux hi havia 25 explotacions agrícoles que ocupaven un total de 490 hectàrees.

## Equipaments sanitaris i escolars
El 2009 hi havia una escola elemental integrada dins d'un grup escolar amb les comunes properes formant una escola dispersa.

## Poblacions properes
El següent diagrama mostra les poblacions més properes.